# Felföldi Anikó
Felföldi Anikó (Budapest, 1938. április 28. – Budapest, 2020. január 7.) Jászai Mari-díjas magyar színművésznő, érdemes művész.

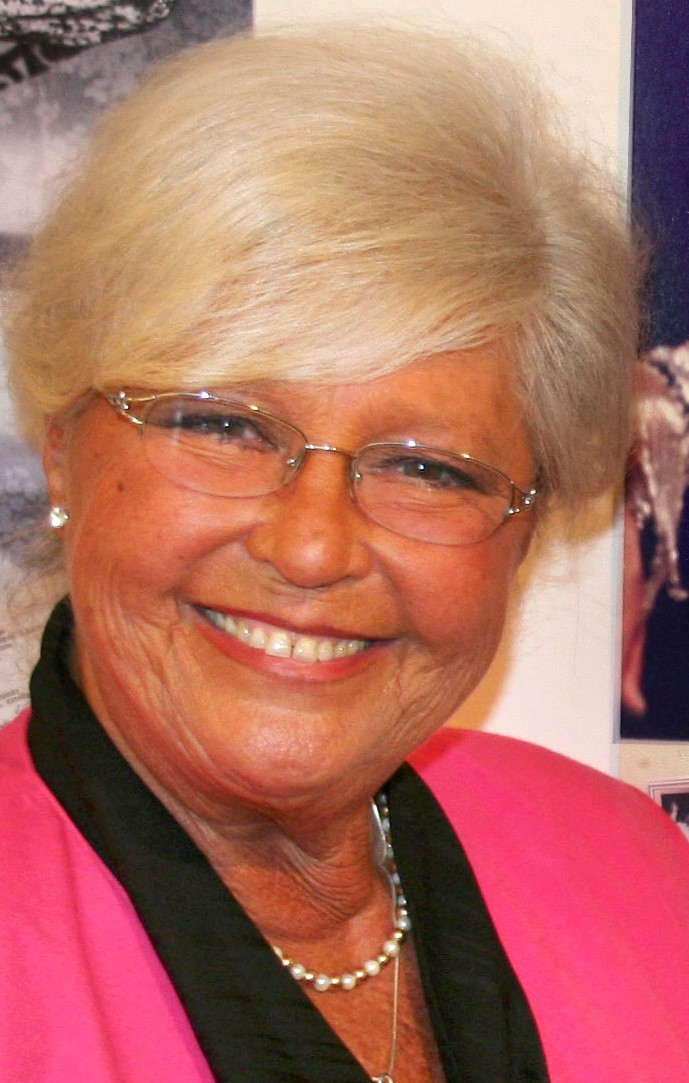
Bársony Rózsi emlékkiállításán (2011) a saját tablója előtt

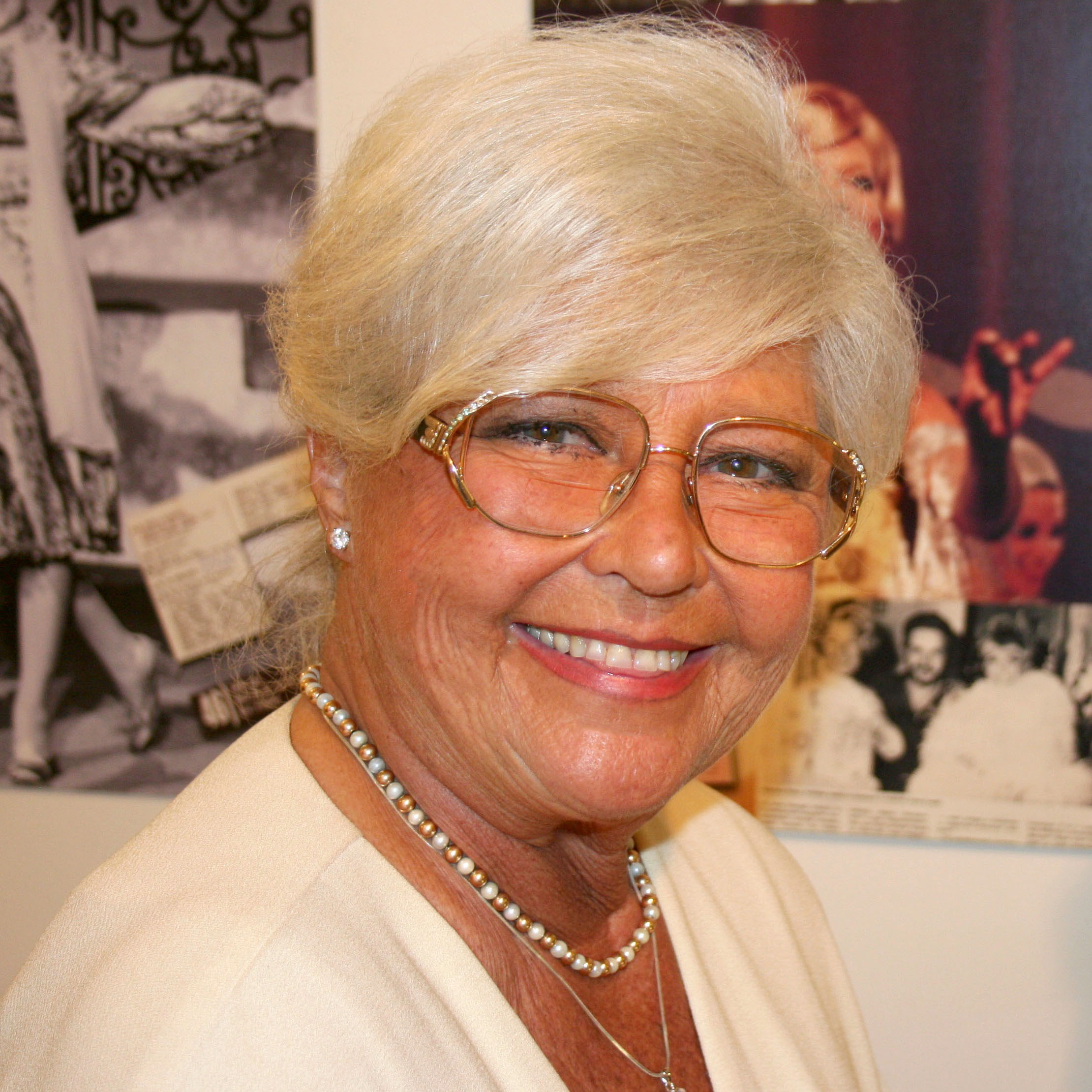
2009-ben

## Élete és pályafutása
Játszott a Nemzeti Színházban, a Kecskeméti Katona József Nemzeti Színházban, a Vidám Színpadon. 1966 óta a Budapesti Operettszínház, 1994-től a színház örökös tagja. Operettek és musicalek főszerepeit egyaránt játszotta, s több nagy sikerű filmben és tévéjátékban szerepelt. Temperamentumának, kiváló tánctudásának köszönhetően elsősorban szubrett szerepekben érvényesült. Több éven keresztül vendégszerepelt Triesztben Daisy Parker (Ábrahám Pál: Bál a Savoyban) szerepében, de fellépett a világ sok más színpadán is. A Magyarok Világszövetségével tíz éven át koncertezett világszerte mint „a magyar kultúra utazó nagykövete”.
2018. április 26-án a Budapesti Operettszínház Kálmán Imre Teátrumában ünnepelték a művésznő 80. születésnapját, amelyen a Színház- és Filmművészeti Egyetem nevében Hegedűs D. Géza díszoklevelet adományozott a részére.
2020. január 7-én hirtelen támadt betegségben hunyt el. Január 30-án a budapesti Avilai Nagy Szent Teréz Plébániatemplomban gyászmisét mondtak érte. A Budapesti Operettszínház és a Fővárosi Nagycirkusz saját halottjának tekintette.

## Színpadi szerepei
- Jutka – Abay Pál: Kiskirálynő, 1964, Vidám Színpad (r.: Kalmár Tibor)
- Mabel – Tabi László: Fel a kezekkel, 1964, Vidám Színpad (r.: Seregi László)
- Vivie – Lendvay Kamilló: Knock out, 1968, Fővárosi Operettszínház (r.: Seregi László)
- Rosita – Zoltán Pál: Péntek Rézi, 1969, Fővárosi Operettszínház (r.: Vámos László)
- Anita – Leonard Bernstein: West Side Story, 1969, Fővárosi Operettszínház (r.: Vámos László)
- Lujza – Békeffy István: Mit vesztett el, kisasszony?, 1971, Fővárosi Operettszínház (r.: Marton László)
- Mujkóné – Huszka Jenő: Gül baba, 1973, Budai Parkszínpad (r.: Seregi László)
- Ledér – Illés Lajos: Egy fiú és a tündér, 1974, Fővárosi Operettszínház (r.: Sándor János)
- Dinka – Szakcsi Lakatos Béla: Piros karaván, 1974, Fővárosi Operettszínház (r.: Vámos László)
- Szilvia – Galt MacDermot: Veronai fiúk, 1975, Fővárosi Operettszínház (r.: Vámos László)
- Marlene – Csuha Lajos – Miklós Tibor: Az ellopott futár, 1977, Fővárosi Operettszínház (r.: Sík Ferenc)
- Dinka – Szakcsi Lakatos Béla: Piros karaván, 1980, Szegedi Szabadtéri Játékok (r.: Vámos László)
- Fastrada – Stephen Schwartz: Pipin, 1983, Fővárosi Operettszínház (r.: Kerényi Miklós Gábor)
- Dr. Koroda Klára – Bacsó Péter: Szerdán tavasz lesz, 1983, Fővárosi Operettszínház (r.: Kerényi Miklós Gábor)
- Raymonde – Yves Mirande: Uraim, csak egymás után, 1983, Városmajori Színpad (r.: Seregi László)
- Daisy Parker – Ábrahám Pál: Bál a Savoyban, 1985, Fővárosi Operettszínház (r.: Kazán István)
- Velma Kelly – John Kander: Chicago, 1986, Fővárosi Operettszínház (r.: Seregi László)
- Netty Fowler – Richard Rodgers: Carousel, 1986, Fővárosi Operettszínház (r.: Herzl Robert)
- Consolatione – Armando Trovajoli: Mennyből a telefon, 1987, Fővárosi Operettszínház (r.: Timár Béla)
- Dulcinea Juares – Frenkó Zsolt: Egy szoknya, egy nadrág, 1990, Székesfehérvári Nyári Színház (r.: Iglódi István)
- Corinna – Hervé: Nebáncsvirág, 1991, Fővárosi Operettszínház (r.: Mikolay László)
- Borbála – Frenkó Zsolt: Jobb, mint otthon, 1991, Székesfehérvári Nyári Színház (r.: Iglódi István)
- Jacqueline – Jerry Herman: Őrült nők ketrece, 1991, Fővárosi Operettszínház (r.: Vámos László)
- Felsőváry Karolina – Kálmán Imre: Súgni tudni kell…!, 1992, Székesfehérvári Vörösmarty Színház (r.: Iglódi István)
- Melba Jones – John Kander: Nercbanda, 1993, Fővárosi Operettszínház (r.: Szitányi András)
- Hunyadiné – Zerkovitz Béla: Csókos asszony, 1994, Székesfehérvári Nyári Színház (r.: Iglódi István)
- Mama – George Gershwin: Bolondulok érted, 1995, Fővárosi Operettszínház (r.: Tasnádi Csaba)
- Mária – Lajtai Lajos: A régi nyár, 1996, Jászai Mari Színház (r.: Pethes György)
- Madame Fleury – Lehár Ferenc: Luxemburg grófja, 1997, Fővárosi Operettszínház (r.: Iglódi István)
- Mrs. Brice – Jule Styne: Funny girl, 2001, Budapesti Operettszínház (r.: Böhm György)
- Ludovika hercegnő és Frau Wolf – Lévay Szilveszter: Elisabeth, 1996, 2002, 2012 Budapesti Operettszínház (r.: Kerényi Miklós Gábor)
- Cäcilia Weber – Lévay Szilveszter: Mozart!, 2003, Budapesti Operettszínház (r.: Kerényi Miklós Gábor)
- Takarítónő – Bernard Slade – Stan Daniels: Jövőre, veled, ugyanitt!, 2005, Budapesti Operettszínház (r.: Somogyi Szilárd)
- Blumné – Jávori Ferenc Fegya: Menyasszonytánc, 2006, Budapesti Operettszínház (r.: Béres Attila)
- Truth tanárnő, testneveléstanár – Kocsák Tibor–Somogyi Szilárd–Miklós Tibor: Abigél, 2008, Budapesti Operettszínház(a Thália, majd a Pesti Magyar Színházban) (r.: Somogyi Szilárd)
- Bozsena  – Kálmán Imre–Julius Brammer–Alfred Grünwald: Marica Grófnő, 2012, Budapesti Operettszínház (r.:Kerényi Miklós Gábor)
- Pittypat néni – Gérard Presgurvic–Margaret Mitchell: Elfújta a szél, 2013, Budapesti Operettszínház (r.: Somogyi Szilárd)
- Mrs. Irene Roe – Bársony Bálint–Lőrinczy Attila: Amerikai komédia, 2014, Budapesti Operettszínház(az Átrium filmszínházban) (r.: Réthly Attila)

## Filmográfia
- A nagyrozsdási eset (1957)
- Felfelé a lejtőn (1959) – a főkönyvelő felesége
- Pesti háztetők (1962)
- Rendszáma ismeretlen (1963)
- Egyiptomi történet (1963)
- Germinal (francia–olasz, 1963)
- Meztelen diplomata (1963) – trafikoslány
- Az attasé lánya (1963) – Margó
- Princ, a katona (1966–1967) (sorozat) – Bikini
- Irány Mexikó! (1968) – Lenke
- Nyulak a ruhatárban (1972) – Dávid Dolly
- Megtörtént bűnügyek A négylevelű lóhere című rész (1973) – kávéfőzőnő
- Beszterce ostroma (1976) (sorozat) – Estella
- Süt a hold (1976) – Ica
- Robog az úthenger (1976) (sorozat) – Irén
- A szeleburdi család (1981) – Radó mama
- Vízipók-csodapók (1978–1988) – Kék vízicsiga (hang)

## Díjai
- Jászai Mari-díj (1979)
- Érdemes művész (1984)[9]
- Bársony Rózsi-emlékgyűrű (1986)
- Déryné-díj (1993)
- Budapesti Operettszínház örökös tagja (1994)
- Budapesti Operettszínház életműdíja (2006)